# 1347 Patria
Patria (asteróide 1347) é um asteróide da cintura principal com um diâmetro de 32,4 quilómetros, a 2,3937427 UA. Possui uma excentricidade de 0,0689288 e um período orbital de 1 505,67 dias (4,12 anos).
Patria tem uma velocidade orbital média de 18,57571234 km/s e uma inclinação de 11,87348º.
Esse asteróide foi descoberto em 6 de Novembro de 1931 por Grigory Neujmin.